# Семпроний Азеллион
(Лу́ций) Семпро́ний Азеллио́н (лат. (Lucius) Sempronius Aselliō; родился, по одной из версий, около 160 года до н. э. — умер после 91 года до н. э.) — древнеримский историк и военный деятель.

## Биография
Азеллион происходил из известного плебейского рода, а его рождение в современной историографии датируется периодом около 160 года до н. э. 
Он участвовал в Нумантийской войне военным трибуном под командованием Публия Корнелия Сципиона Эмилиана Африканского. Предполагается, что он был близок к литературному кружку Сципионов.

## Литературная деятельность
Азеллион написал историческое произведение на латинском языке, в котором описал события, современником которых он был. Точное название сочинения неизвестно — Historiae (История) или Res Gestae (Деяния). Оно состояло как минимум из 14 книг, хотя есть более поздние свидетельства, будто книг было 40. Азеллион начал повествование либо с 134 года до н. э., либо со 146 года до н. э. и завершил его концом 90-х годов до н. э.
Азеллион далёк от анналистической традиции и близок к жанру исторической монографии (некоторые исследователи ясно видят в его сочинении именно историческую монографию). В своём сочинении он попытался проанализировать причины исторических событий. Так, в сохранившемся предисловии Азеллион выступает за анализ фактов, а не только за их сбор (впрочем, неясно, следовал ли он этим заявлениям во всём сочинении). Его сочинение написано просто, без особых изысков. Однако он активно применял приёмы параллелизма и антитезы, а также использовал различные средства для драматизации изложения. Марк Туллий Цицерон, впрочем, неодобрительно отзывался о стиле Азеллиона. В наибольшей степени на Азеллиона повлияли Полибий и Исократ. От первого он перенял прагматическое понимание истории и методику объяснения исторических событий, от второго — морализаторский подход к истории. Сочинение Азеллиона было не очень распространено: за исключением Цицерона, некоторых грамматиков и антикваров, он практически никому не известен. Однако существует предположение, что Луций Корнелий Сизенна начал свою «Историю» с того времени, когда закончилось повествование в сочинении Азеллиона.
Всего сохранилось лишь 14 фрагментов сочинений Азеллиона; большая часть из них — это выписки, сделанные Авлом Геллием.

## Цитаты
«Нам, как я вижу, недостаточно изложить только то, что было сделано, но ещё следует показать, с какой целью и по какой причине оно было совершено... Описывать, при каком консуле начата война, при каком окончена, кто вступил с триумфом в Рим, что произошло на войне, но не говорить, что в это время постановил сенат, какой был внесён законопроект, с какими целями это делалось, это — рассказывать сказки детям, а не писать историю».
— Авл Геллий. Аттические ночи V, 18, 8 — 9.